# Iglesia de San Maurizio al Monastero Maggiore

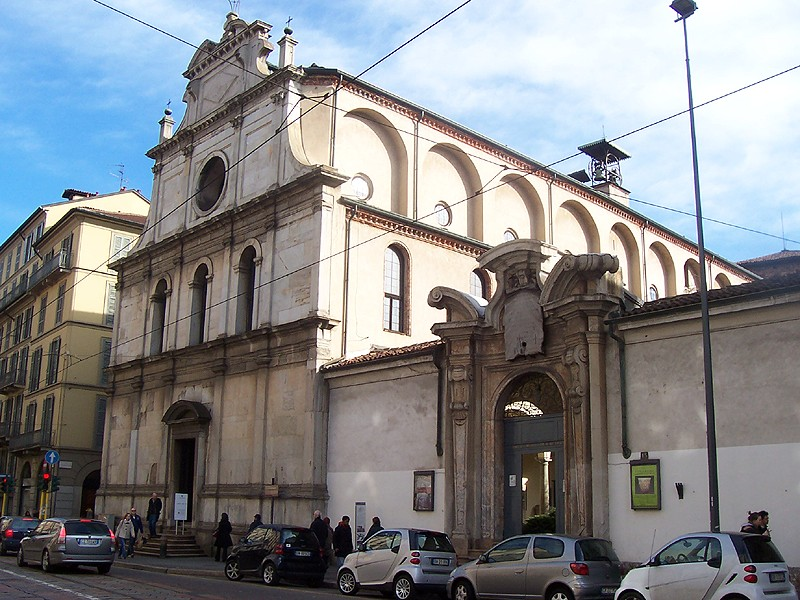
Fachada de la iglesia.

La iglesia de San Maurizio al Monastero Maggiore (San Mauricio en el Monasterio Mayor) es un templo religioso de la Iglesia católica construido en 1503 en el centro histórico de Milán, Italia, donde funcionaba el más antiguo convento benedictino de la ciudad. En el claustro de la iglesia se encuentra la sede del Museo Arqueológico de Milán.
La iglesia es apodada "La Capilla Sixtina de Milán", debido a los numerosos frescos que decoran su interior.

## Historia

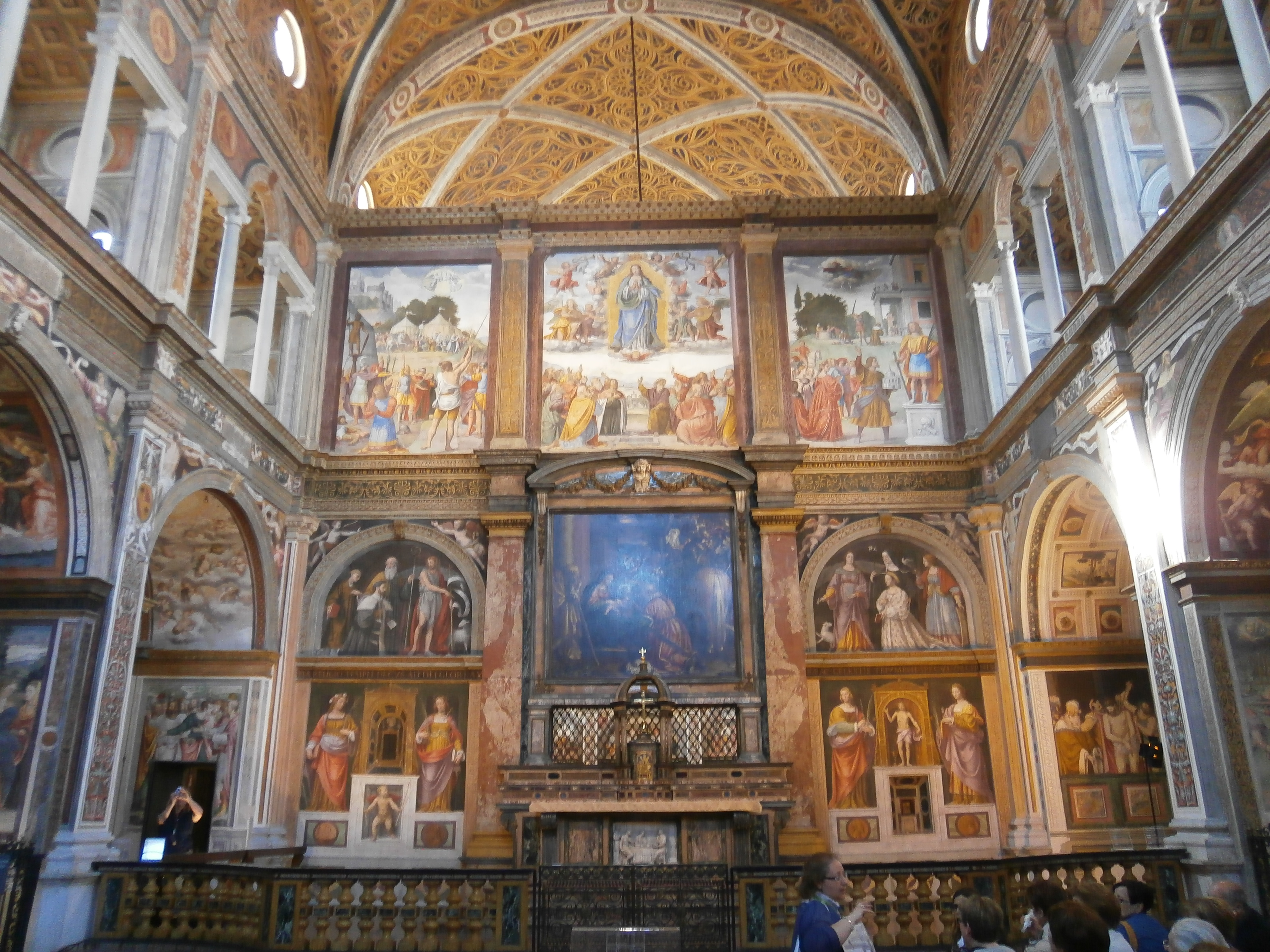
Altar y frescos sobre el muro que divide la nave central.

Construido sobre las ruinas de un circo romano, las primeras referencias del templo datan del año 823. A fines del siglo X el emperador Otón I de Alemania donó al convento una reliquia de San Mauricio, con lo que se ganó su nombre.
La actual iglesia fue erigida en la misma ubicación del antiguo convento, construcción que comenzó en 1503.
Los principales mecenas para la realización de los frescos decorativos fueron Alessandro Bentivoglio y su esposa Ippolita Sforza. Se dice que ambos están representados en una de las pinturas junto con su hija Alessandra, quien luego fuera abadesa del monasterio.
En la segunda mitad del siglo XIX la iglesia sufrió una demolición parcial, y durante la Segunda Guerra Mundial tuvo graves daños.
Cerrada al público durante largo tiempo, una iniciativa del Touring Club Italiano consiguió su reapertura en 2006, mientras que en 2010 siguiente se completó la restauración de la totalidad de los frescos, trabajo que llevó 25 años y que fue solventado por una benefactora anónima.
A principios de 2011 se conectó el área de la monjas benedictinas con el antiguo claustro, ya convertido en museo arqueológico.
Durante 2017 la iglesia fue visitada por 360 mil personas.

## Interior
Detrás de una austera fachada de piedra, la iglesia fue diseñada con una sola nave central, sin naves laterales, con pequeñas capillas y un muro central como división para crear dos espacios principales conectados a través de un pasillo lateral: mientras la zona de ingreso es pública, la parte posterior estaba reservada para las monjas de reclusión.
Las paredes de ambas áreas están decoradas con grandes frescos en excelente estado de conservación, obra de importantes artistas del renacimiento lombardo, como Bernardino Luini, Giovanni Paolo Lomazzo, Giovanni Antonio Boltraffio y Simone Peterzano. Sobre el altar mayor se encuentra la obra "Adoración de los Reyes Magos", de Antonio Campi.
El órgano de transmisión mecánica (de 50 notas y veinte pedales) que se encuentra en el área posterior fue fabricado en 1554 por Giacomo Antegnati y continúa en funcionamiento, utilizado actualmente en conciertos programados, como el festival de música antigua "Música y poesía en San Maurizio".
El claustro funciona actualmente como sede del Museo Arqueológico de Milán, donde se conservan dos torres romanas intactas y se utilizan como capilla y campanario de la iglesia.

## Galería

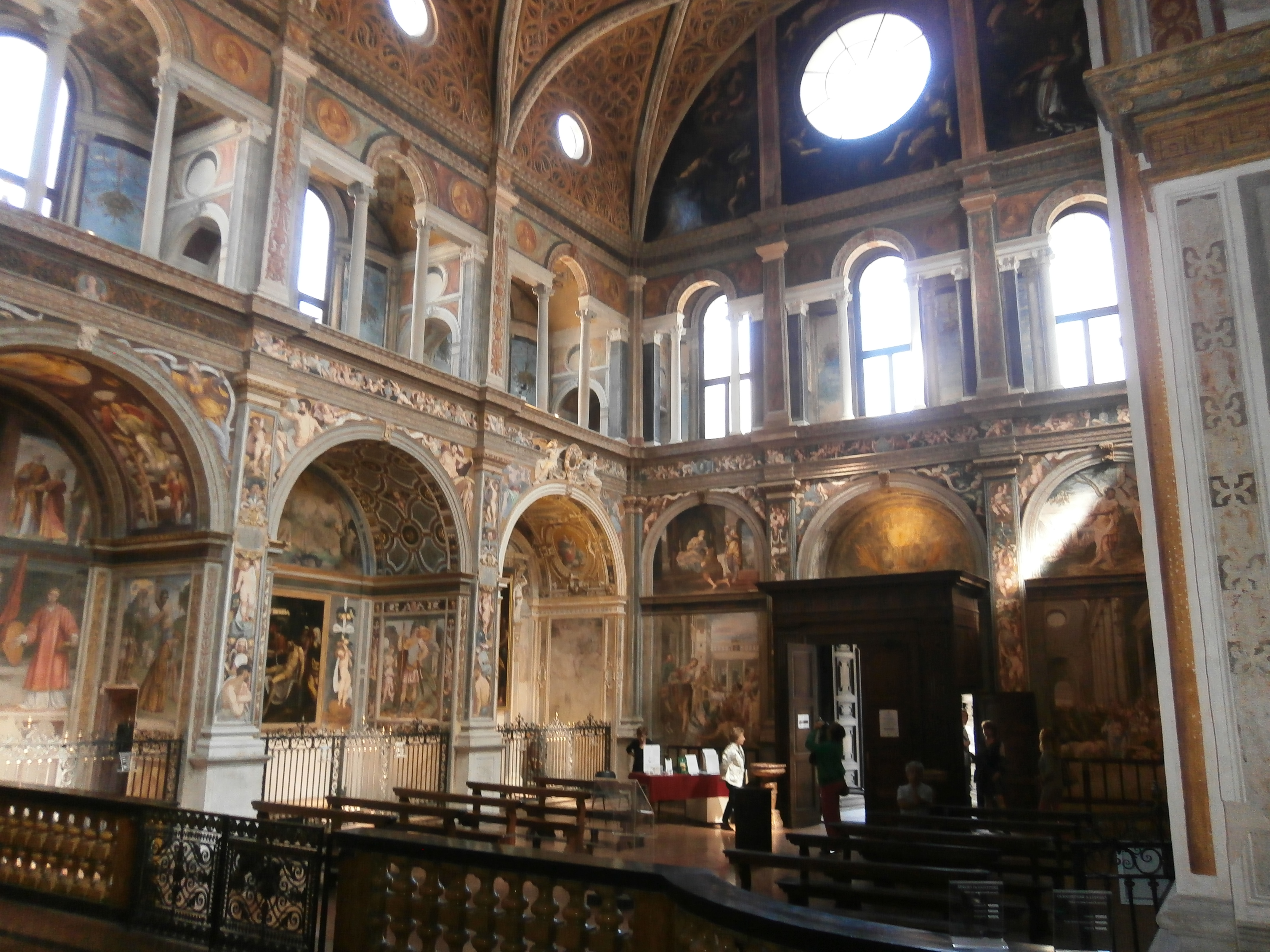
Interior del sector público con vista en dirección a la calle.
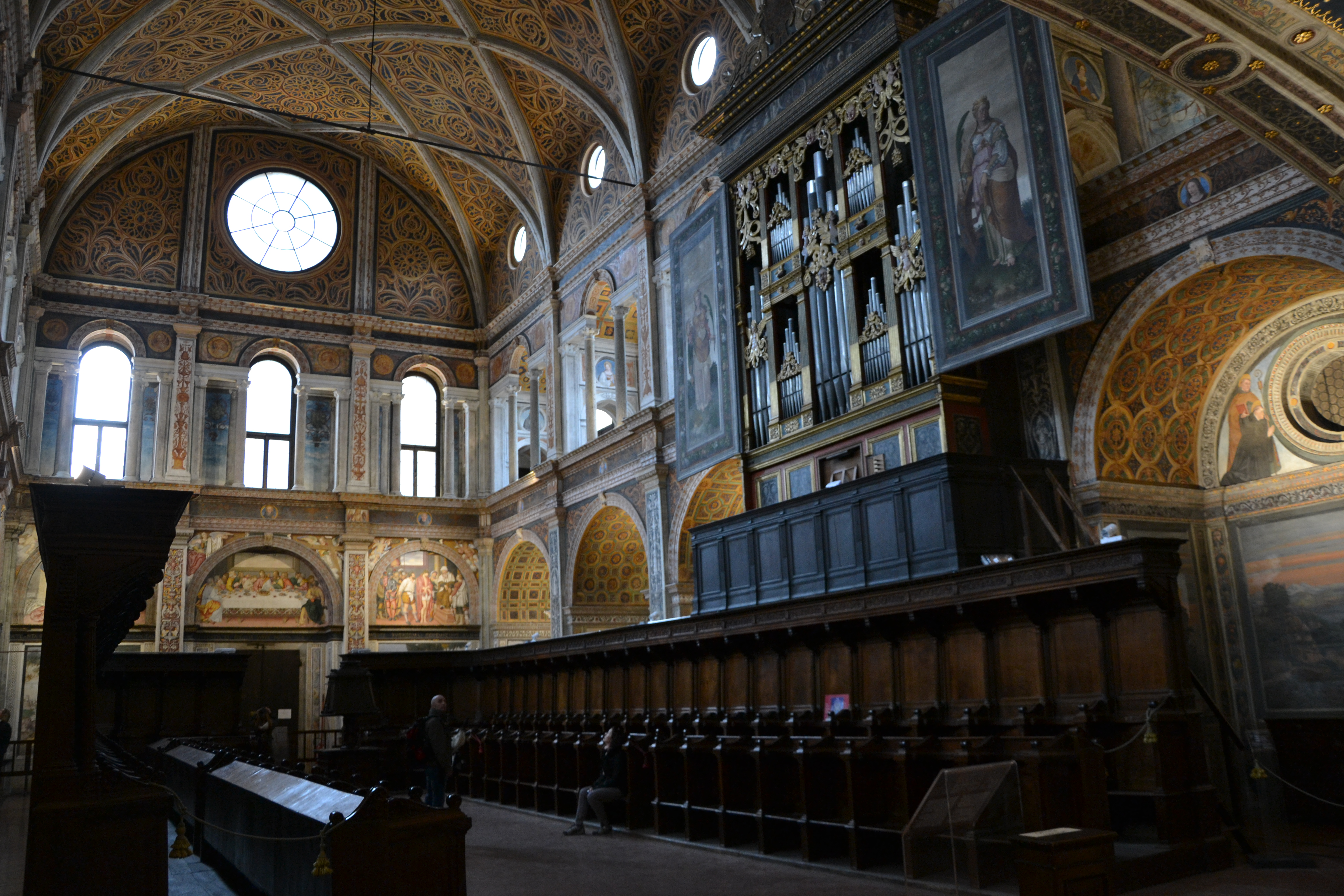
Antigua sala de reclusión de las monjas.
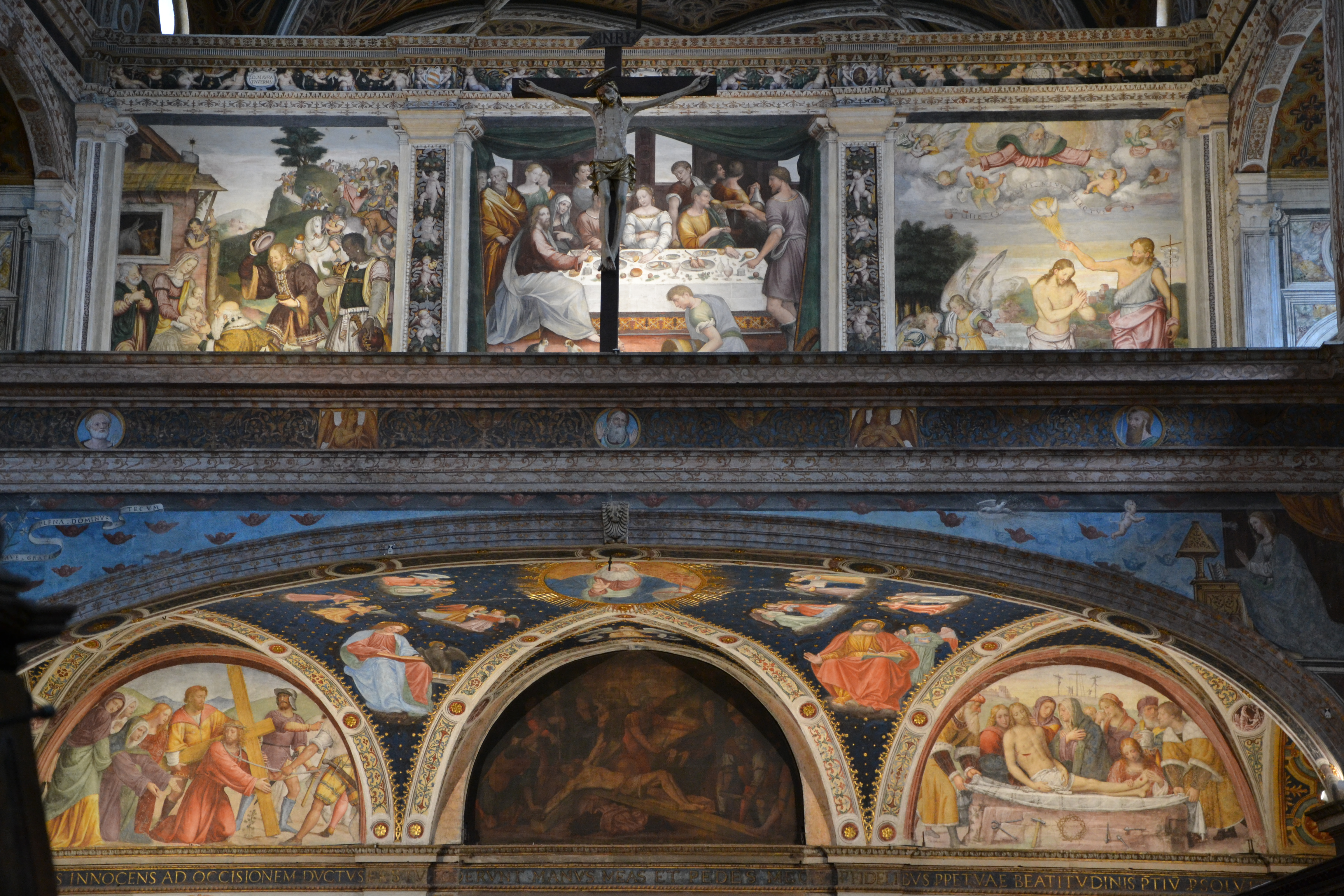
Frescos en San Maurizio.
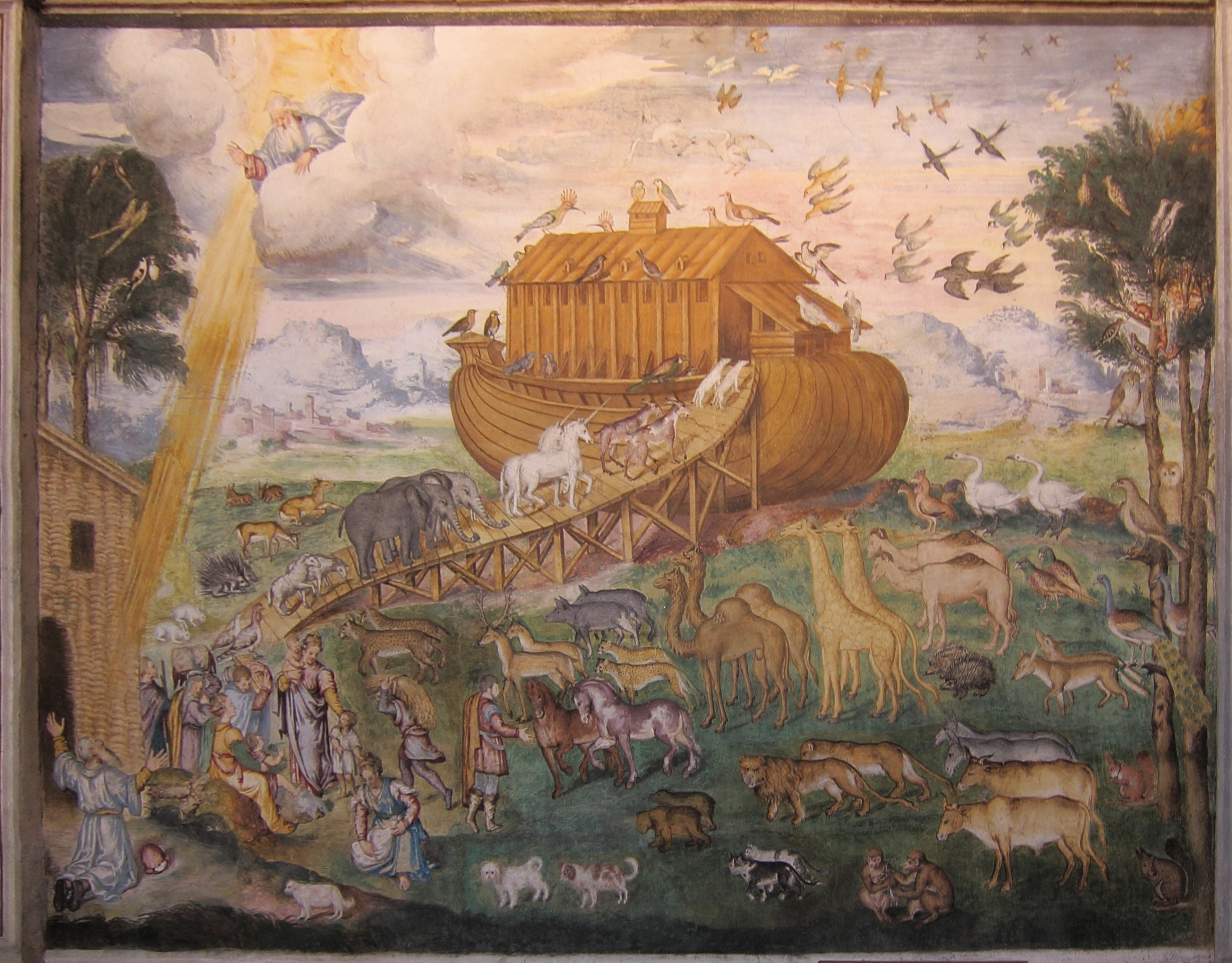
Fresco de Aurelio Luini.
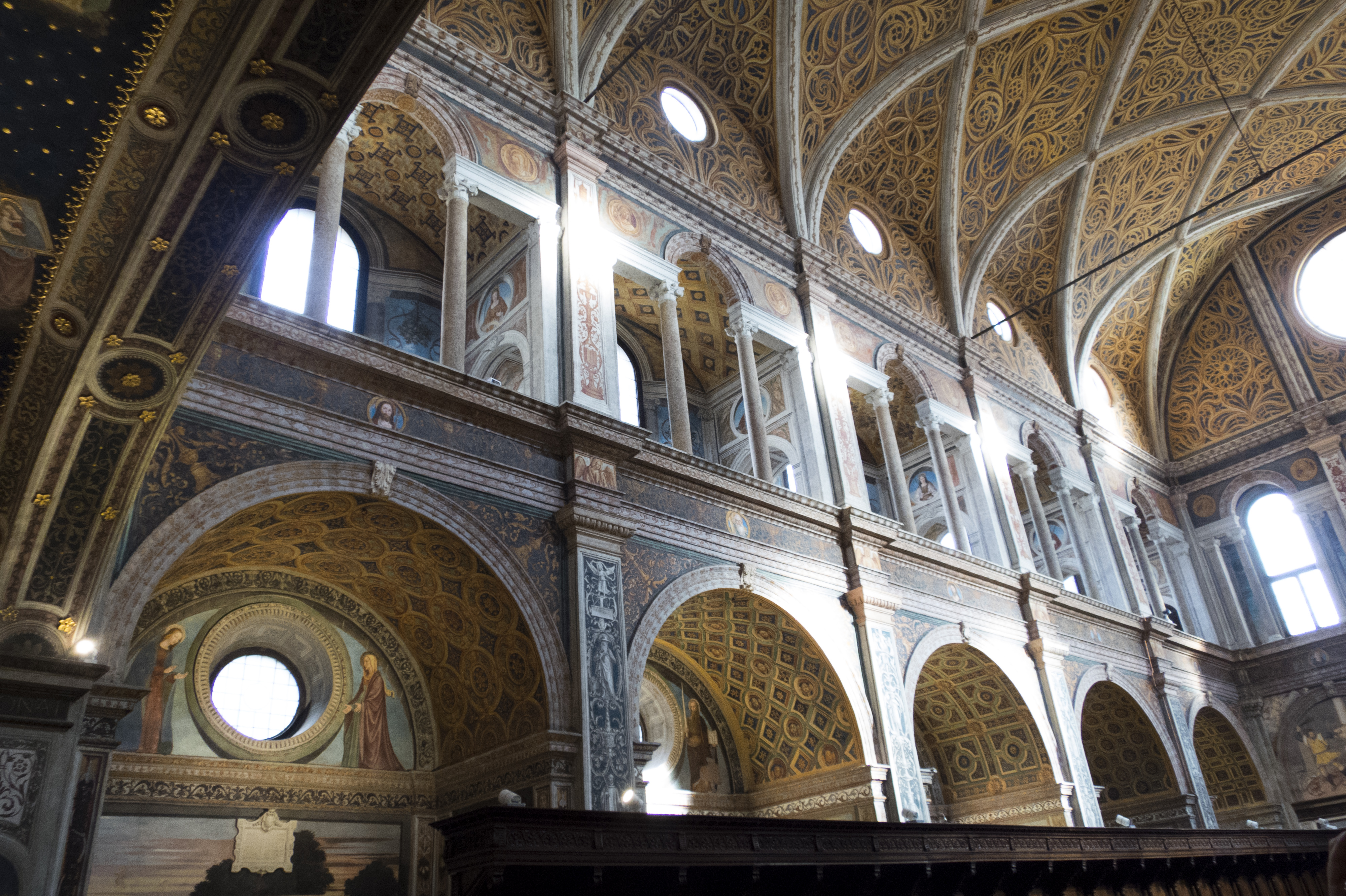
Interior.
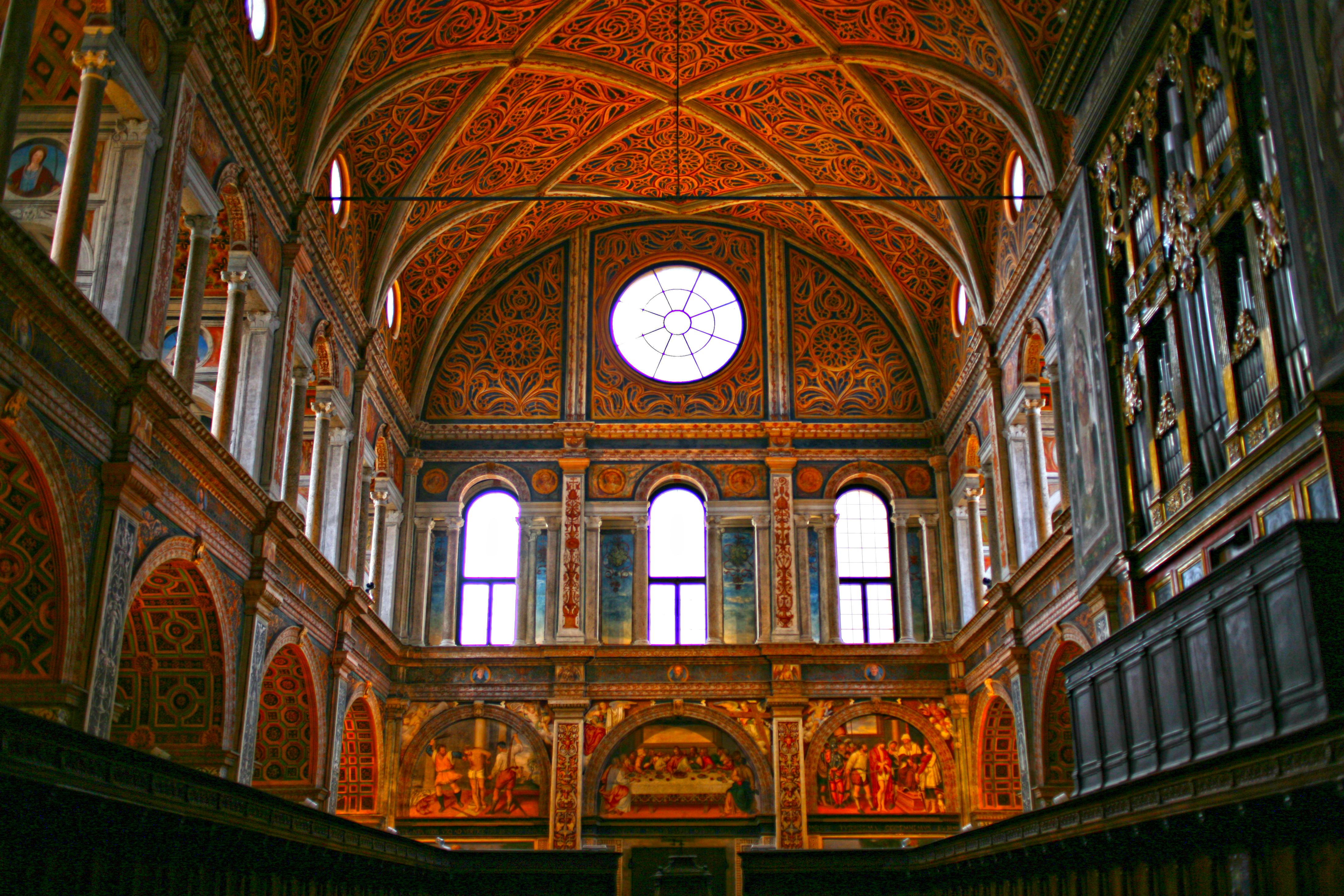
Interior.
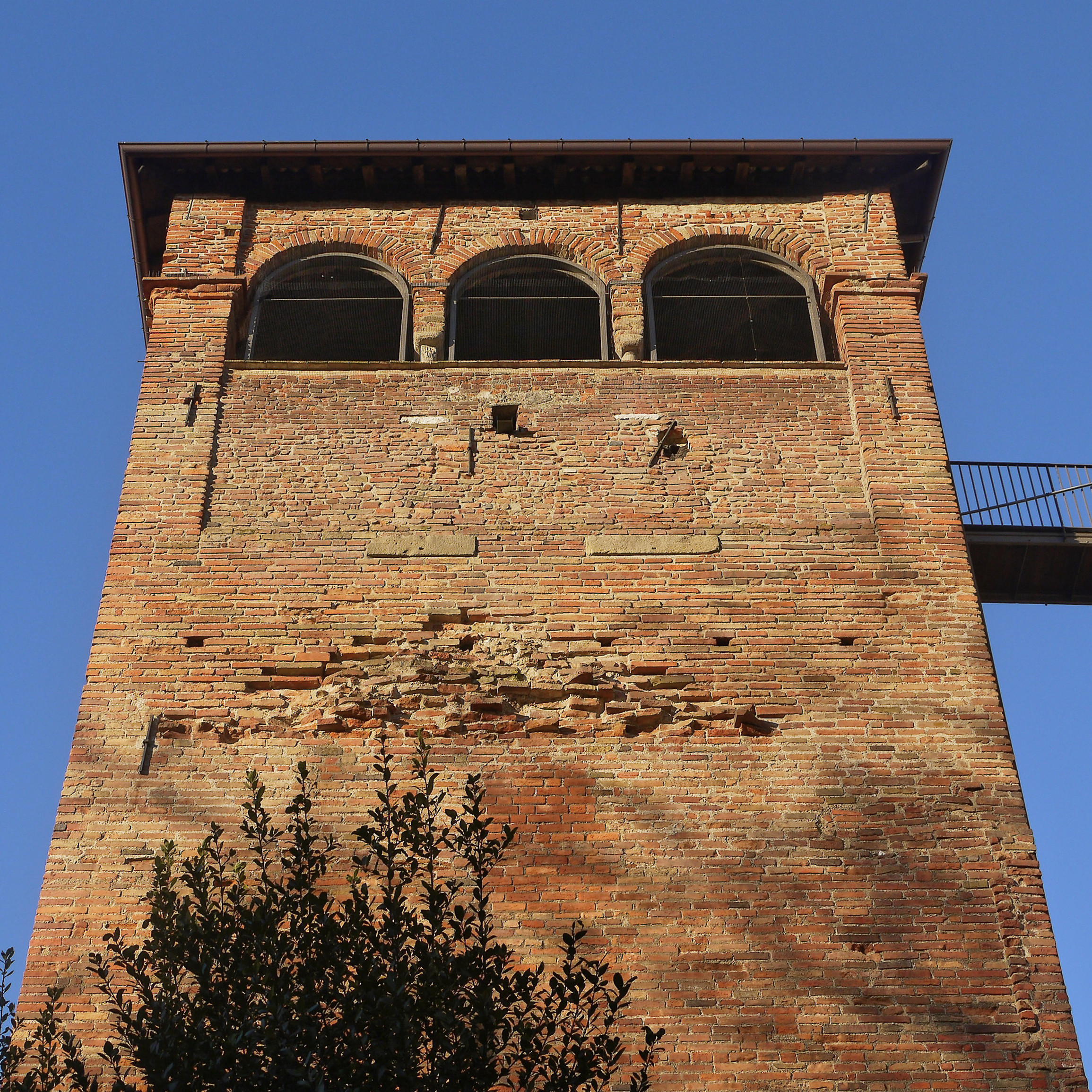
Una de las torres romanas.